# Franz Heinrich von Sachsen-Lauenburg
Franz Heinrich von Sachsen-Lauenburg (* 9. April 1604; † 26. November 1658) war ein Prinz von Sachsen-Lauenburg.

## Leben
Franz Heinrich war der neunte und jüngste Sohn des Herzogs Franz II. von Sachsen-Lauenburg (1547–1619) aus dessen zweiter Ehe mit Maria (1566–1626), Tochter des Herzogs Julius von Braunschweig und Lüneburg, Fürst von Wolfenbüttel. Pate des Prinzen war der französische König Heinrich IV. Im Erbvertrag mit seinen Brüdern 1619 erkannte er die Herrschaft seines älteren Bruders August an und erhielt dafür jährlich 2.500 Reichstaler.
Nach der Landung des schwedischen Königs Gustav II. Adolf in Peenemünde 1630 trat er in dessen Dienste und erwarb sich dessen Zuneigung. Von diesem erhielt Franz Heinrich das Klostergut Marienfließ zum Geschenk. Als Oberst und Regimentskommandeur kämpfte er unter General Baner in der siegreichen Schlacht bei Wittstock.
Nach dem Tod seiner Mutter, erhielt er 1635 in einem mit seinen Brüdern abgeschlossenen Vergleich Franzhagen und nach dem Tod seines Bruders August kamen noch Wangelau und das Vorwerk Rothenbeck (heute zu Grande) hinzu. In schwedischen Diensten und danach weilte Franz Heinrich viel bei Sophie von Schleswig-Holstein-Sonderburg (1579–1658), Witwe Herzog Philipps II. von Pommern. Sophies und Franz Heinrichs Väter waren Vettern. In Treptow an der Rega, am Ort von Sophies Wittum, einem ehemaligen Nonnenkloster, das sie zum Schloss hatte ausbauen lassen, heirateten Franz Heinrich und Marie Juliane von Nassau-Siegen (1612–1665) am 13. Dezember 1637. Beider erstes Kind wurde 1640 in Treptow geboren.
Franz Heinrich besorgte auch für Sophie die Verwaltung der Zubehörungen (Pertinentien) ihres Wittums. Gegen die Nachfolge seines Bruders Julius Heinrich als Herzog von Sachsen-Lauenburg erhob Franz Heinrich gemeinsam mit seinem Bruder Franz Karl Einspruch. Die Streitigkeiten der Brüder wurden erst 1656 beigelegt, dem Jahr als Julius Heinrich die Thronfolge seines im gleichen Jahr verstorbenen älteren Halbbruders August antrat.
Unter dem Gesellschaftsnamen Der Scharfe wurde er als Mitglied in die literarische Fruchtbringende Gesellschaft aufgenommen.
Franz Heinrich residierte im Schloss Franzhagen und wurde wegen seines Geizes von seinen Untertanen mit dem Namen Franz Drögbrod belegt.

## Ehe und Nachkommen
Franz Heinrich heiratete am 13. Dezember 1637 in Treptow an der Rega Marie Juliane (1612–1665), Tochter des Grafen Johann VII. von Nassau-Siegen, mit der er folgende Kinder hatte:
- Katharine Marie (1640–1641)
- Christine Juliane (1642–1644)
- Erdmuthe Sophie (1644–1689)

⚭ 1665 Herzog Gustav Rudolf von Mecklenburg-Schwerin (1632–1670)
- Franz (*/† 1645)
- Eleonore Charlotte (1646–1709)

⚭ 1676 Herzog Christian Adolf von Schleswig-Holstein-Sonderburg-Franzhagen (1641–1702)
- Erdmann (1649–1660)

Franz Heinrich hinterließ des Weiteren zwei außerehelich geborene Kinder.